# Saturn I
Saturn I – pierwsza ciężka amerykańska rakieta nośna, która dała początek rodzinie rakiet Saturn. Powstała jako realizacja koncepcji dużych rakiet zdolnych do wynoszenia na orbitę ciężkich ładunków (głównie satelitów wojskowych), stworzonej przez Wernhera von Brauna i Wojskową Agencję Pocisków Balistycznych (ABMA). Została zbudowana częściowo na bazie podzespołów rakiet balistycznych Jupiter, Redstone czy Thor. Wysoką moc osiągnięto scalając istniejące człony w jedną większą konstrukcję. Program budowy rakiety Saturn I rozpoczęto w kwietniu 1957, początkowo pod nazwą Juno V. Planowano budowę 30 egzemplarzy rakiety; ostatecznie powstało ich 10. W roku 1960 prowadząca program ABMA stała się częścią NASA, która tym samym przejęła projekt rakiety Saturn I, jako podstawę dla planowanej rakiety dla programu Apollo.
Rakieta służyła głównie wynoszeniu satelitów Pegasus i makiet statków Apollo. Zastąpiła ją rakieta Saturn IB.

## Warianty

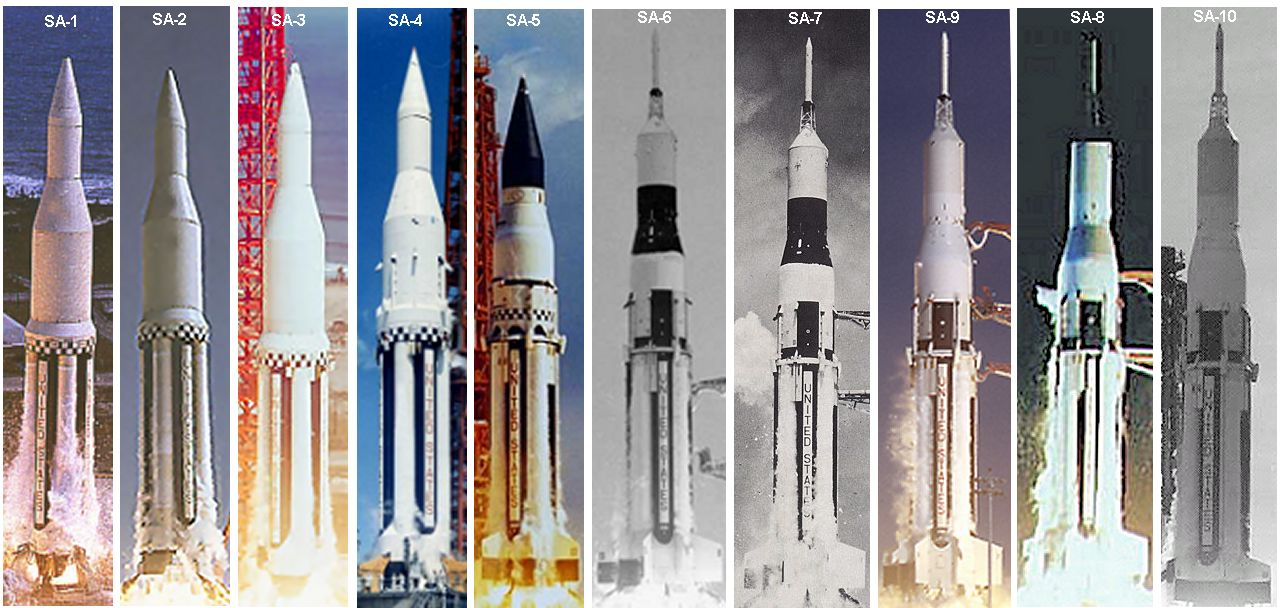
Starty rakiet Saturn I, od SA-1 do SA-10

- Saturn I Block 2
- Saturn IB

## Historia projektu

### Geneza
Projekt Saturn był jedną z propozycji spełnienia wymagań Departamentu Obrony dotyczących ciężkiej rakiety nośnej na potrzeby nowych, dużych satelitów łącznościowych. Ministerstwo oczekiwało możliwości wynoszenia satelitów o masie od 9 do 18 ton na niskie orbity okołoziemskie, a poza nie – od 2,7 do 5,4 tony. Istniejące rakiety miały nośność do 1,4 tony, z możliwością zwiększenia do 4,5 tony, gdyby zastosować nowe stopnie wyższe rakiet. Stopnie te nie byłyby gotowe przed 1961/1962 rokiem, a i tak nie spełniałyby wymagań wojska.
Problemem zajął się zespół Wernhera von Brauna, z agencji Army Ballistic Missile Agency (ABMA), w kwietniu 1957 roku. Wyliczono, że oczekiwana nośność wymaga pierwszego stopnia rakiety dającego ciąg startowy około 6,7 MN. Siły Powietrzne rozpoczęły prace nad silnikiem o takim ciągu, F-1, ale kalendarz prac nad nim nie spełniał ram czasowych ministerstwa. Przyspieszenie prac było możliwe, ale silnik miałby wtedy ciąg około 4,5 MN. Drugą możliwością był silnik E-1 firmy Rocketdyne, o ciągu 1,7 MN. Cztery takie silniki dałyby wymagany ciąg, i ku temu rozwiązaniu się zwrócono. Aby zaoszczędzić czas, w nowym członie użyto jednego zbiornika z rakiety Chrysler SM-78/PGM-19 Jupiter i ośmiu mniejszych z IRBM Redstone.
Von Braun przesłał projekt do Departamentu Obrony w grudniu 1957 roku, pod nazwą A National Integrated Missile and Space Vehicle Development Program, lub w skrócie „Super-Jupiter”. Przedstawiono w nim wiele koncepcji rakiety ze wspólnym pierwszym członem będącym zespołem kilku mniejszych silników, i wyższymi członami opartymi na rakietach SM-65 Atlas i SM-68 Titan I. ABMA faworyzowała Titana, gdyż produkcja Atlasów miała bardzo wysoki priorytet, nie pozostawiający rezerw produkcyjnych do celów kosmicznych. Zespół zaproponował wydłużony do 61 metrów człon Titan, a jako trzeci, człon Centaur, który miał być gotowy w 1963 roku, gdy kończono by testy dwóch niższych członów. Projekt takiej rakiety był dużo dłuższy i węższy niż końcowy wariant produkcyjny rakiety Saturn.
W lutym 1958 roku powstała Advanced Research Projects Agency (ARPA), która przejęła zarządzanie wymaganiami wojska. Nowo powstały podmiot poprosił o jedną poprawkę – zwrócił uwagę, że silnik E-1 jest nadal we wczesnej fazie rozwojowej. Zespół miał poszukać alternatywnego napędu pozwalającego na jak najszybsze rozpoczęcie produkcji rakiet. ABMA szybko odpowiedziała na tę uwagę, przedstawiając projekt z czterema silnikami E-1 zastąpionymi przez osiem silników H-1, będącymi poprawionymi silnikami S-3D z rakiet balistycznych PGM-17 Thor i Jupiter. Zmiana ta miała zaoszczędzić 60 milionów USD i 2 lata badań i projektowania. Projekt oznaczono jako Juno V. Poprzednie wersje, jako Juno III i IV, co wynikało z oznaczania przez von Brauna rakiet Redstone i Jupiter w zastosowaniach kosmicznych jako, odpowiednio, Juno I i Juno II.
Koszt projektu wyceniony został na 850 mln USD (5,6 mld USD z siłą nabywczą z roku 2007), do wydania w latach 1958-1963. W wycenie zawierało się 30 lotów badawczo-rozwojowych, w tym z ładunkami załogowymi i bezzałogowymi.

### Rozpoczęcie prac
Zmiany usatysfakcjonowały agencję ARPA, która rozkazem nr 14-59 z 15 sierpnia 1958 roku, powołała do życia program budowy rakiety:

Rozpocząć program rozwojowy dużej kosmicznej rakiety nośnej o ciągu około 1 500 000 funtów-siły, w oparciu o klaster dostępnych silników rakietowych. Bezpośrednim celem programu ma być pełnoskalowa demonstracja pracy statycznej przed końcem roku kalendarzowego 1959.

11 września 1958 roku ARPA przyznała kontrakt firmie Rocketdyne na budowę silnika H-1. 23 września 1958 roku ARPA i Army Ordnance Missile Command (AOMC) poszerzyły cele programu o lot testujący układ napędowy rakiety do września 1960 roku. ABMA miała też zbudować trzy dodatkowe rakiety, z których dwie miały być zdolne do umieszczenia ograniczonych ładunków na orbicie.
Von Braun miał wysokie oczekiwania wobec projektu mając nadzieję, że będzie on doskonałą platformą do testowania innych jednostek napędowych, jak planowany F-1. Naukowiec opisywał Juno V jako podstawową rakietę nośną do badań i rozwoju defensywnych i ofensywnych broni kosmicznych. Planowano użytkowanie militarne rakiety: do wynoszenia satelitów nawigacyjnych, rozpoznawczych, komunikacyjnych i meteorologicznych; jako zaopatrzeniowych pocisków ziemia-ziemia. Von Braun zaproponował również użycie Juno V jako podstawy realizacji załogowej misji księżycowej, jako części projektu Horizon. Juno miałaby nośność około 9 ton, więc propozycja mówiła o wystrzeleniu 15 rakiet w celu budowy na orbicie Ziemi statku o masie 91 ton.
Na tym etapie zaczęto też używać nazwy Saturn, rozumianej jako „następca Jupitera” (Jowisza). W jednym z raportów ARPA można znaleźć zdanie: SATURN ma być pierwszą prawdziwą rakietą nośną, podobnie jak Douglas DC-3 był pierwszym prawdziwym samolotem pasażerskim i koniem roboczym aeronautyki. Nazwa stała się nazwą oficjalną w lutym 1959 roku.

### Powstanie NASA
Powołanie NASA 29 lipca 1958 roku skłoniło decydentów do ujednolicenia programów ciężkich rakiet nośnych i wybrania jednego projektu do dalszych prac. Programy takie prowadziły Siły Powietrzne (Space Launching System, SLS) i Siły Lądowe (Saturn). SLS miał budowę modułową, z rakietami dodatkowymi na paliwo stałe i górnymi stopniami na mieszkankę wodór-tlen, co dawało szeroki wachlarz konfiguracji startowych dla ładunków o różnych masach. Oba zespoły pracowały także nad załogową misją księżycową. ABMA miała Projekt Horizon z metodą spotkań na orbicie w celu budowy dużego statku. Siły Powietrzne przedstawiały projekt Lunex zakładający użycie najsilniejszej wersji SLS do jednorazowego wyniesienia lądownika księżycowego. Inżynierowie NASA rozpoczęli zaś pracę nad własnym projektem, Nova, który korzystał z podejścia zbliżonego do rozwiązania Sił Powietrznych.
Von Braun został poproszony o przewodniczenie komitetowi mającemu ocenić istniejące rozwiązania i spisanie rekomendacji. Komitet przedstawił swój raport 18 lipca 1958 roku. Raport otwierała krytyka dotychczasowego kierowania amerykańskim programem kosmicznym i konkluzja, że program sowiecki zdecydowanie go wyprzedza. Następnie opisano pięć „generacji” rakiet, od Vanguard, przez Juno, rakiety międzykontynentalne, jak Atlas i Titan, konstrukcje wykorzystujące klastery silników, jak Saturn, po ostateczne rozwiązanie technologiczne, klaster silników F-1, o ciągu 6 milionów funtów-siły. Dokument opisywał też możliwy scenariusz eksploracji załogowej w miarę budowy poszczególnych konstrukcji. Istniejące ICBM-y pozwoliłyby na powstanie małej, czteroosobowej stacji kosmicznej w 1961 roku, rakiety klasterowe umożliwiłby lądowanie na Księżycu w latach 1965-1966 i powstanie dużej, 50 osobowej stacji kosmicznej do 1967 roku. Największe rakiety pozwoliłyby na szeroko zakrojone misje księżycowe w 1972 roku, stałą bazę na Księżycu w rok, dwa lata później, i załogowe podróże międzyplanetarne po 1977 roku.
W grudniu 1958 roku wszystkie zespoły zebrały się, aby przedstawić swoje rozwiązania. NASA wybrała projekt von Brauna 6 stycznia 1959 roku. W końcu miesiąca NASA przedstawiła cały program rozwojowy. Obejmował on człony Vega i Centaur, rakiety Juno V i Nova. Po odtajnieniu przez wojsko danych o członie Agena (znanego pod nazwą „Hustler”), NASA zdecydowała anulować człon Vega, z uwagi na zbliżone osiągi.

### Groźba anulowania
Prace projektowe nad Saturnem postępowały. Od kwietnia do ABMA zaczęły przyjeżdżać pierwsze silniki H-1, których testy ogniowe rozpoczęto w maju. W czerwcu na przylądku Canaveral rozpoczęto budowę stanowiska startowego nr 34.
Niespodziewanie, 9 czerwca 1959, Herbert York, dyrektor departamentu inżynierii i badań obronnych, ogłosił wstrzymanie programu Saturn. Stwierdził, że projekt konsumuje zasoby ARPA kosztem bardziej naglących programów, a w krótkim czasie zapotrzebowanie na ciężkie rakiety nośne rozwiązałyby ulepszenia istniejących ICBM. Ówczesny dowódca ABMA opisywał sytuację:

Do tego czasu mój nos zaczął wyczuwać, że coś tu śmierdzi. Wysłałem swoje ogary, żeby sprawdziły o co chodzi i z kim konkurujemy. Odkryliśmy, że Siły Powietrzne zaproponowały zupełnie nową i inną rakietę dla programu Dynasoar, używającą klasteru ulepszonych silników rakiet Titan, aby nadać odpowiedni ciąg pierwszemu stopniowi. Twór ten nazywano Super Titan albo Titan C. Nie wykonano nad nim żadnej pracy, prócz pośpiesznych rysunków inżynierskich. Mimo to twierdzili, że rakieta w konfiguracji dwu lub trzyczłonowej wzniesie się wcześniej niż Saturn, nad którym pracowaliśmy już wiele miesięcy. Dołączone daty i oszacowania w najlepszym wypadku ignorowały wiele kosztów, a w najgorszym, były czystą propagandą.

Czekając na zatwierdzenie anulacji, obrońcy Saturna z ministerstwa obrony i agencji ARPA wystosowali własną notatkę sprzeciwiającą się decyzji. Przeciw nim przemawiał fakt, że ani US Army ani NASA nie miały na piśmie wymagań dotyczących nowej rakiety. W trakcie trzydniowego spotkania (16-18 września 1959) York i Dryden przeanalizowali projekty rakiet Saturn, Titan C i Nova. Decyzja Yorka była zaskakująca. York zgodził się na oddalić anulację i kontynuować finansowanie krótkoterminowe, ale tylko wtedy, gdy NASA zgodzi się przejąć zespół ABMA i prowadzić prace rozwojowe bez pomocy Departamentu Obrony. Dla NASA rozwiązanie takie stawiało ją w sytuacji, w której polegając na nieznanym zespole naraża na fiasko cały swój program rozwojowy.
Strony kontynuowały dyskusję przez kolejny tydzień. Ustalono, że drużyna von Brauna z ABMA nie zostanie rozdzielona i będzie kontynuowała prace nad Saturnem, ale cała organizacja przejdzie pod zarząd NASA. Zarządzeniem prezydenta USA z dnia 15 marca 1960, ABMA została przekształcona w Centrum Lotów Kosmicznych imienia George’a C. Marshalla (MSFC), jeden z ośrodków NASA.

### Wybór wyższych członów
W lipcu 1959 ARPA zgłosiła poprawki do projektu odnośnie do II członu rakiety. Miałby on mieć zwiększoną moc dzięki użyciu 4 nowych silników o ciągu 89 kN, na ciekły wodór i tlen, umieszczonych w członie o średnicy powiększonej do 160 cali. Jako człon trzeci miałby zostać użyty człon Centaur, z tymi samymi nowymi silnikami, w ilości dwóch sztuk. Medaris tak komentował poprawkę:

Z powodów ekonomicznych sugerowaliśmy, i tak zarządzono, aby konstruując drugi stopień trzymać się tej samej średnicy, którą ma pierwszy stopień Titana – 120 cali. Główny koszt obróbki i wytwarzania zbiorników i szkieletów rakiet związany jest z ich średnicą. Zmiany w długości kosztują niewiele lub nic, jeśli chodzi o obróbkę. To jak zbiorniki są podzielone wewnętrznie, jak wygląda ich budowa, detale konstrukcyjne i montażu do dużego niższego członu, lub wyższego członu o innej średnicy, ma niewielki wpływ na zagadnienia związane z obróbką. Jednakże zmiana średnicy stawia pod znakiem zapytania obróbkę, koszty i czas wykonania.
Nagle, nie wiadomo skąd, nadeszła decyzja o zawieszeniu prac nad drugim stopniem i prośba o całą nową serię estymacji kosztów i terminów realizacji, w tym przewidujących powiększenie średnicy członu do 160 cali. Okazało się, że na scenę wszedł dr York i przypomniał, że Dynasoar Sił Powietrznych nie będzie kompatybilny ze średnicą 120 cali. Chciał się więc dowiedzieć, czy możliwe byłoby takie zaprojektowanie Saturna, aby był rakietą przyszłego projektu Sił Powietrznych.
Byliśmy zszokowani i oniemiali. To nie było nowe zagadnienie i nie mogliśmy znaleźć uzasadnienia dlaczego, skoro było istotne, nie zostało poruszone w czasie rozmów Departamentu Obrony i NASA o tym, jakiego członu górnego użyć. Mimo to, szybko przystąpiliśmy do oszacowania projektu, zakładając zmianę średnicy na 160 cali. W tym samym czasie poproszono nas o ofertę na wycenę całości programu Dynasoar, dla danej liczby lotów. Jak zwykle dano nam 2-3 liczby, zamiast jednej, i poproszono wycenę dla każdej z nich.

Aby znaleźć konsensus, w grudniu 1959 powołano komisję złożoną z przedstawicieli NASA, Sił Powietrznych, ARPA, ABMA i Biura Departamentu Inżynierii i Badań Obronnych, pod przewodnictwem Abe’a Silversteina. Komisji udało się przekonać von Brauna do użycia ciekłego wodoru do napędzania III członu. Pociągnęło to za sobą możliwość użycia mieszanki LOX/LH jako napędu również II członu: Jeśli te substancje napędowe zostaną zaakceptowane do trudnych zastosowań w górnych stopniach, konkludowała komisja, to nie ma znaczących powodów natury inżynieryjnej, aby nie dopuścić go do użytku w łatwiejszych zastosowaniach stopni pośrednich.
Komisja wymieniła wiele różnych możliwych konfiguracji przyszłych rakiet, podzielonych na trzy kategorie:
- grupa A – konfiguracje niskiego ryzyka, podobne do już zaproponowanych wersji Saturna
  - A-1: oryginalny projekt wykorzystujący rakiety Titan i Centaur
  - A-2: Titan zastąpiony klasterem pocisków IRBM
- grupa B
  - B-1: pierwszy człon z silnikami H-1, nowy drugi człon, w którym klaster z wariantu A-2 zastąpią 4 nowe silniki
- grupa C – wszystkie wyższe człony na ciekły wodór
  - C-1: niższy stopień wykorzystujący istniejący klaster S-I; nowy człon S-IV z 4 nowymi silnikami o ciągu 89 kN każdy; S-V, będący dwusilnikowym członem Centaur
  - C-2: nowy człon S-III z dwoma nowymi silnikami po 890 kN ciągu, plus człony S-IV i S-V, jak wyżej
  - C-3: podstawą człon S-II z czterema nowymi silnikami po 890 kN ciągu każdy, a na nim jedynie człony S-III i S-IV

Warianty C z łatwością przewyższały udźwig konfiguracji A i B, z dodatkową zaletą wymienności i możliwości dostosowania mocy do koniecznego udźwigu.

## Zespół instrumentów
Rakiety Saturn I Block I (starty od SA-1 do SA-4) były kierowane urządzeniami zawartymi w pojemniku na szczycie członu S-I. Oprzyrządowanie umieszczone było na stabilizowanej platformie ST-90, firmy Ford Instrument Company, używanej również w rakietach Redstone. Loty pierwszych czterech egzemplarzy były lotami balistycznymi, a makiety wyższych członów nie odłączały się od członu pierwszego.
W lotach wariantu Block II (SA-5 do SA-10) uczestniczyły dwa człony aktywne. Były to loty orbitalne. Począwszy od egzemplarza SA-5, przyrządy kierujące zawarte były w wydzielonym członie, tzw. jednostce instrumentów (Instrument Unit), powyżej członu S-IV. W pierwszej wersji IU miał 3,9 m średnicy i 1,5 wysokości. Zaprojektowało i zbudowało go Centrum Lotów Kosmicznych imienia George’a C. Marshalla. W jego czterech ciśnieniowych, cylindrycznych sekcjach zawierały się urządzenia kierujące, telemetryczne, śledzenia i zasilania.
W startach SA-8, 9 i 10 użyto drugiej wersji IU. Miała ona taką samą średnicę, ale jej wysokość wynosiła już tylko 0,86 m. Zamiast w 4 cylindrach, oprzyrządowanie zostało rozmieszczone na ścianach zasadniczego pojemnika, co pozwoliło na redukcję masy. W wersji II użyto komputera nawigacyjnego IBM ASC-15.
Platforma ST-90 sterowała aktywnie lotem egzemplarza SA-5 i lotem pierwszego członu w locie SA-6. Platforma bezwładnościowa ST-124 była zamontowana w egzemplarzu SA-5, i aktywnie sterowała drugim członem w locie SA-6 i w kolejnych. IU posiadały okienko umożliwiające wyrównanie platformy bezwładnościowej przed startem.

## Chronologia startów rakiet Saturn I Block I
1. 27 października 1961, 15:06 GMT; s/n SA-1; miejsce startu: Cape Canaveral Air Force Station (LC34), Stany Zjednoczone
Ładunek: Saturn-Apollo 1; Uwagi: start udany – lot suborbitalny na wysokość 136 km, pierwszy udany lot testowy. Wyższe człony były makietami.
2. 25 kwietnia 1962, 14:00 GMT; s/n SA-2; miejsce startu: Cape Canaveral Air Force Station (LC34), Stany Zjednoczone
Ładunek: Saturn-Apollo 2; Uwagi: start udany – lot suborbitalny na wysokość 145 kilometrów. Wyższe człony były makietami.
3. 16 listopada 1962, 17:45 GMT; s/n SA-3; miejsce startu: Cape Canaveral Air Force Station (LC34), Stany Zjednoczone
Ładunek: Saturn-Apollo 3; Uwagi: start udany – lot suborbitalny na wysokość 167 kilometrów. Wyższe człony były makietami.
4. 28 marca 1963, 20:11 GMT; s/n SA-4; miejsce startu: Cape Canaveral Air Force Station (LC34), Stany Zjednoczone
Ładunek: Saturn-Apollo 4; Uwagi: start udany – lot suborbitalny na wysokość 129 kilometrów. Wyższe człony były makietami.